# Movimento Uhuru
O Movimento Uhuru (Uhuru é a palavra suaíle para liberdade) é um movimento socialista centrado na teoria do internacionalismo africano, que providencia uma explicação materialista histórica para as condições socioeconômicas do povo africano ao redor do mundo. O movimento é liderado pelo Partido Socialista do Povo Africano, cujo presidente é Joseph Waller, que também fundou o partido em 1972.
O PSPA formou várias organizações, cada uma com uma tarefa e propósito específico. Organizações afiliadas incluem o Movimento Democrático Internacional Popular Uhuru, a Internacional Socialista Africana, UhuruNews.com, O Comitê de Solidariedade ao Povo Africano, o Movimento de Solidariedade Uhuru, a produtora Burning Spear Productions, Uhuru Foods, Uhuru Furniture, o Projeto de Desenvolvimento e Empoderamento de Todo Povo Africano, e a Fundação de Defesa e Educação do Povo Africano.

## Visões políticas e história
A ideologia política do Movimento Uhuru é o internacionalismo africano, que diz que o capitalismo nasceu parasitário através do ataque contra a África e seu povo. O internacionalismo africano defende que o capitalismo é o imperialismo desenvolvido até o seu estágio mais avançado, e não o contrário, como Vladimir Lenin teorizou.
Esta crença vem do livro de Karl Marx de 1867 O Capital, onde Marx escreveu sobre a condição essencial para o surgimento do capitalismo que ele chamou de "acúmulo primitivo" do capital. O internacionalismo africano não é uma teoria estática que se refere apenas às condições do passado, também se refere às condições enfrentadas pelo povo africano hoje. A ideologia se refere ao povo africano que vive dentro do que são vistos como centros imperialistas, como os Estados Unidos e Europa, como uma "colônia interna". O movimento defende a libertação de todos os prisioneiros afro-americanos das prisões estadunidenses, descritas como "campos de concentração", e descreve as forças policiais dos EUA como um "exército permanente ilegítimo". Eles defendem a retirada das forças policiais das comunidades afro-americanas exploradas e oprimidas.
Nos anos 1990, a tensão entre a polícia de St. Petersburg e o Movimento Uhuru era alta. Membros do Movimento Uhuru frequentemente protestavam contra o tratamento que os afro-americanos recebiam da polícia, geralmente após afro-americanos serem mortos pela polícia. No dia 25 de outubro de 1996, violência eclodiu após um policial branco assassinou um jovem negro dirigindo um carro roubado. Carros e edifícios foram queimados, manifestantes gritaram e jogaram pedras, entre outros itens, nos policiais no local do assassinato. Pelo menos 20 manifestantes foram presos. No dia seguinte, um grande grupo de membros do Uhuru retornaram para o local e exigiram a libertação dos manifestantes presos. Sobukwe Bambaata, um dos membros do Uhuru, disse que os tumultos jamais teriam ocorrido "se a polícia não viesse até a nossa comunidade e nos tratasse como cães."
Embora a violência eclodiu em 1996, a maioria dos protestos organizados pelo movimento terminou em paz.

## Polêmicas e críticas
Em 2004, o líder do Movimento Uhuru, Omali Yeshitela, derrubou uma exposição de Halloween em St. Petersburg, que mostrava "uma figura recheada pendurada pelo pescoço em uma forca caseira". Opiniões subsequentes e cartas para o jornal St. Petersburg Times sobre o incidente foram críticas tanto do Movimento Uhuru quanto da conduta de Yeshitela.
O Movimento Uhuru chamou a atenção nacional durante a campanha presidencial de 2008, quando eles interromperam Barack Obama em uma reunião da prefeitura em St. Petersburg, Flórida, e questionaram o candidato com a pergunta: "E a comunidade negra?" alegando que ele não estavam falando aos africanos sobre questões como violência policial, alto desemprego, empréstimos predatórios e o Furacão Katrina.
O grupo foi criticado pela Liga Antidifamação por participar no dia 3 de janeiro de 2009 em St. Petersburg de manifestações cuja Liga alega terem encorajado comícios anti-Israel e antissionistas.
Em 2009, o Movimento Democrático Internacional Popular Uhuru organizou uma marcha em apoio a Lovelle Mixon e contra a polícia de Oakland. Mixon, morador de Oakland, Califórnia, fora acusado de matar quatro policiais de Oakland e morreu durante um tiroteio após uma batida de trânsito, coincidentemente a quarteirões da sede local do movimento. Por outro lado, muitos negros de Oakland, assim como membros de outros grupos raciais, pareciam, em grande parte, se opor a tais sentimentos, uma clara maioria daqueles que regularmente faziam campanhas contra os abusos do poder policial também rejeitavam qualquer tentativa de dar legitimidade à fúria assassina de Mixon e Caroline Mixon, prima de Lovelle Mixon, fez uma homenagem pública à polícia de Oakland, agradecendo-lhes por servir e proteger a população da cidade.
Na Universidade Johannes Gutenberg em Mainz, Alemanha, o Comitê Geral de Estudantes se separou em abril de 2015 em decorrência da disputa interna sobre suposto antissemitismo após ter organizado um evento de informação sobre o Movimento Uhuru no campus da UJG em janeiro. O comitê se distanciou do Movimento Uhuru, do Partido Socialista do Povo Africano e seu líder Omali Yeshitela afirmando que "a luta contra o racismo e as consequências do colonialismo não devem nos cegar para outras ideologias reacionárias" e lamentou prover uma plataforma para este movimento.